# John Feaver
John Feaver (Fleet, 16 febbraio 1952) è un ex tennista britannico.

## Carriera
In carriera ha vinto 1 titolo di doppio, l'ATP Bordeaux nel 1980, in coppia con il francese Gilles Moretton, battendo in finale la coppia formata da Gianni Ocleppo e Ricardo Ycaza per 6-3, 6-2.
Nei tornei del Grande Slam ha ottenuto il suo miglior risultato raggiungendo la semifinale di doppio all'Open di Francia nel 1982.
In Coppa Davis ha disputato 4 partite, non riuscendo però ad ottenere vittorie.

## Statistiche

### Doppio

#### Vittorie (1)
| Numero | Anno | Torneo                 | Superficie     | Compagno        | Avversari in finale          | Punteggio |
| 1.     | 1980 | ATP Bordeaux, Bordeaux | Terrba battuta | Gilles Moretton | Gianni Ocleppo Ricardo Ycaza | 6–3, 6–2  |